# 本名町
本名町（ほんみょうちょう）は、鹿児島県鹿児島市の町。旧薩摩国鹿児島郡吉田郷本名村、鹿児島郡吉田村大字本名、鹿児島郡吉田町大字本名。郵便番号は891-1304。人口は3,572人、世帯数は1,709世帯（2020年4月1日現在）。

## 地理
鹿児島市北部（吉田地域）に位置しており、東部はシラス台地、西部には花尾山を中心とした山地が続いている。西部山地より流れる本名川に本吉田川が東端部で合流する。町域の北方に西佐多町、本城町、南方に岡之原町、皆与志町、東方に宮之浦町、西方に花尾町が接している。
町域を南北に鹿児島県道16号鹿児島吉田線が通り、東西に鹿児島県道40号伊集院蒲生溝辺線が通っている。教育施設は中部に鹿児島市立本名小学校、本名保育所、南部に鹿児島市立吉田南中学校、吉田南幼稚園が所在している。

### 河川
- 思川水系本名川[7]
- 西牟田川

## 歴史

### 成立から町村制施行まで
本名という地名は鎌倉期より見え、大隅国吉田院の名田名であった。江戸期には本名村となり薩摩国鹿児島郡吉田郷のうちであった。村高は寛文4年の「郡村高辻帳」では2,345石余、安永7年の「三州御治世要覧」では1,918石余、「天保郷帳」では2,245石余、「旧高旧領」では1,760石余であった。

### 町村制施行以後
1889年（明治22年）に町村制が施行されたのに伴い吉田村の大字「本名」となり、1972年（昭和47年）に吉田村が町制施行し吉田町の大字となった。
2004年（平成16年）11月1日に吉田町が鹿児島郡桜島町、日置郡松元町、郡山町、揖宿郡喜入町と共に鹿児島市に編入された。合併に際して設置された法定合併協議会である鹿児島地区合併協議会における協議によって、吉田町の区域の大字については「字の区域を廃止し、当該廃止された字の区域に相当する区域により新たに町の区域を設定し、その名称については表示案に基づき、各町の意向を尊重し合併までに調整するものとする」と協定された。
前述の協定に基づいて、合併前の10月26日に鹿児島県の告示である「 町の区域の設定及び字の廃止」が鹿児島県公報に掲載された。この告示の規定に基づき、それまでの大字本名は廃止され、大字本名の全域を以て新たに鹿児島市の町「本名町」が設置された。

## 人口
本名町（本名）の人口の変遷を以下に示す。
| 年                 | 世帯数 | 人口  |
| ------------------ | ------ | ----- |
| 1884年（明治17年） | 329    | 1,414 |
| 1925年（大正14年） | 527    | 2,410 |
| 1931年（昭和6年）  | 552    | 2,550 |
| 1980年（昭和55年） | 842    | 2,767 |
| 1990年（平成2年）  | 1,092  | 3,346 |

## 施設

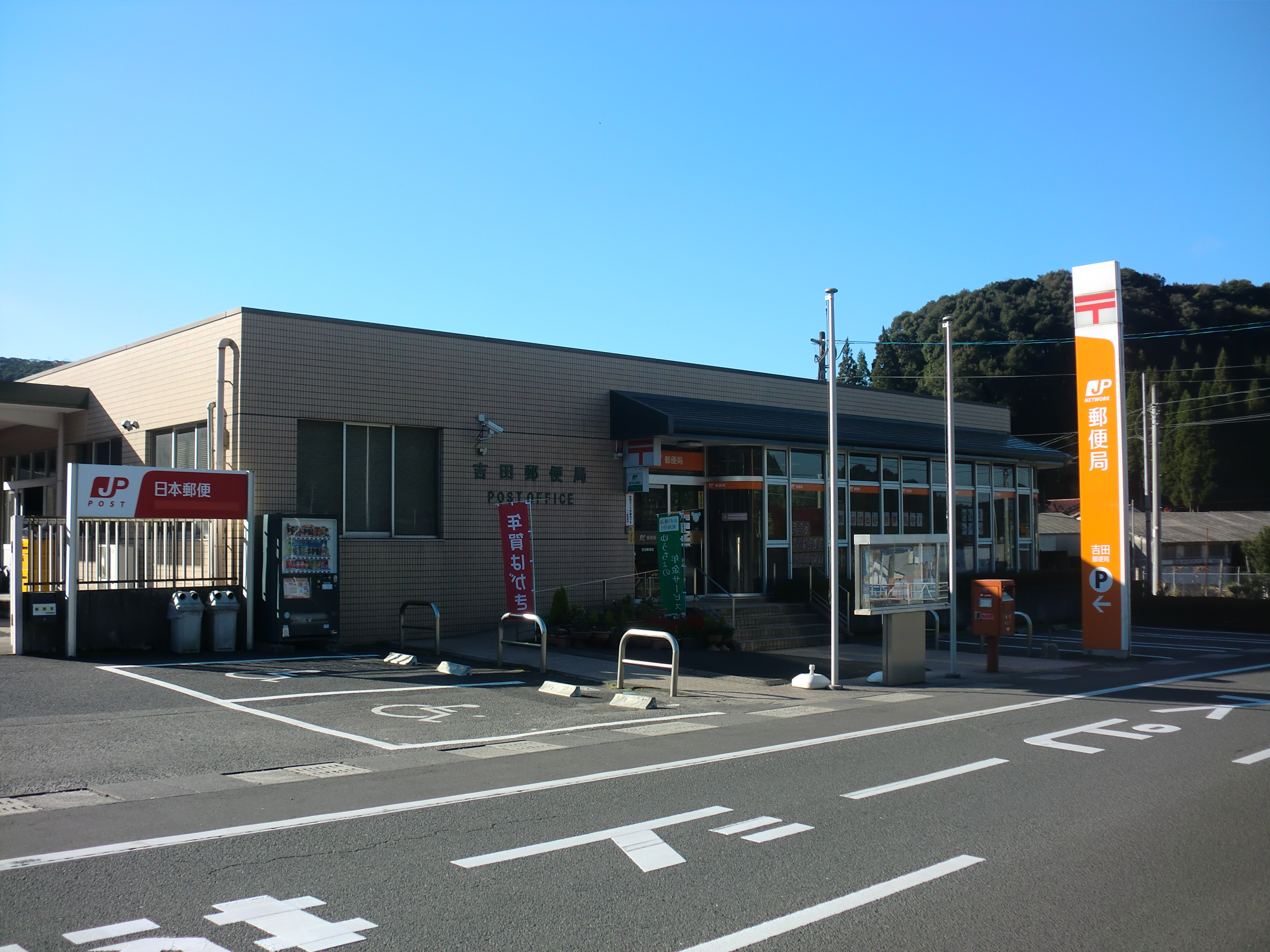
吉田郵便局

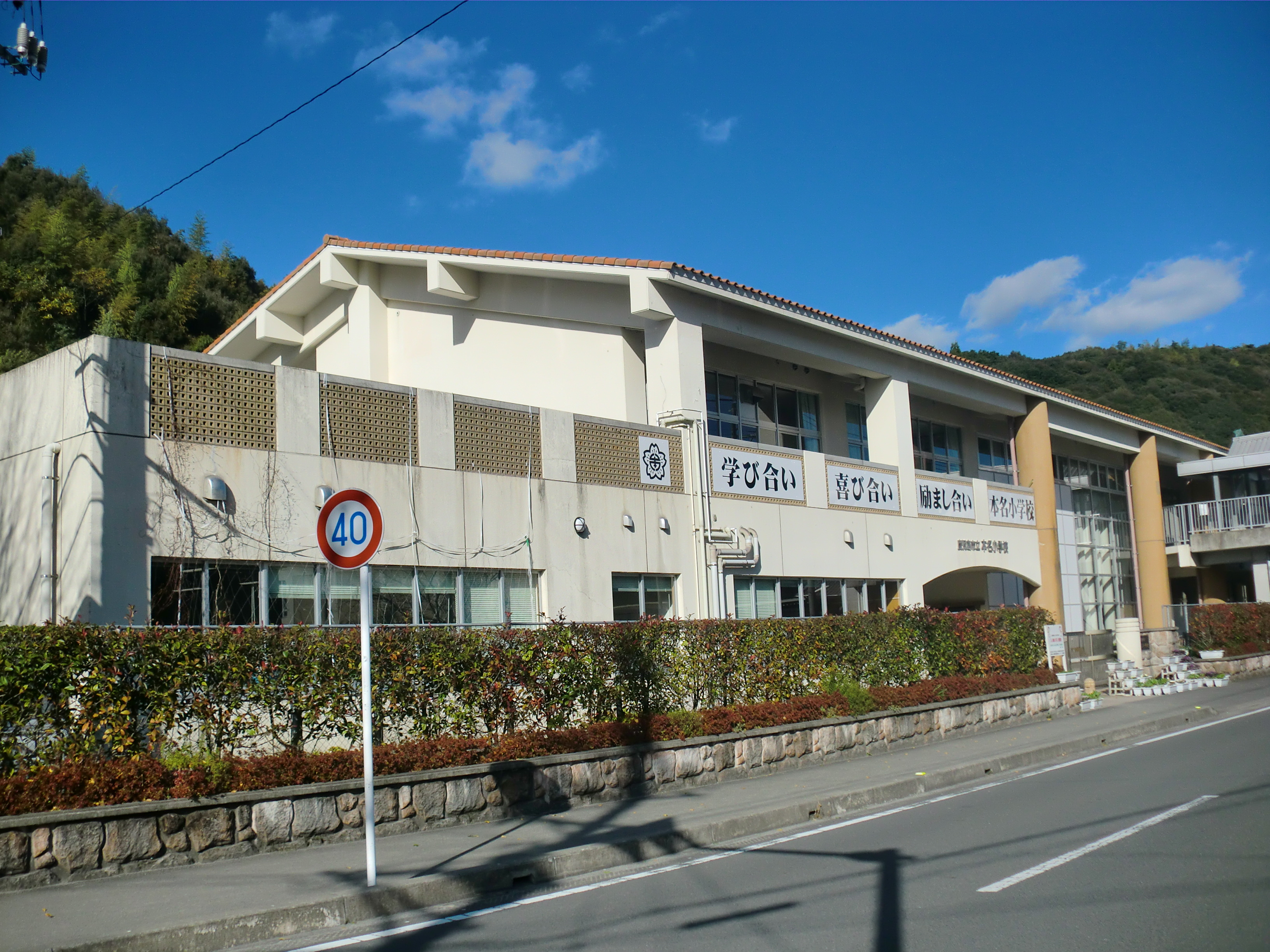
鹿児島市立本名小学校

### 公共
- 鹿児島市消防局中央消防署吉田分遣隊[12]
- 鹿児島市本名校区コミュニティセンター

### 教育
- 久木田学園看護専門学校[13]
- 鹿児島市立吉田南中学校[14]
- 鹿児島市立本名小学校[15]
- 吉田南幼稚園[16]
- 本名保育所[17]

### 郵便局
- 吉田郵便局[18]
- 大原簡易郵便局[19]

### 寺社
- 本名八幡神社

## 小・中学校の学区
市立小・中学校に通う場合、学区（校区）は以下の通りとなる。
| 町丁   | 番・番地             | 小学校               | 中学校                 |
| ------ | -------------------- | -------------------- | ---------------------- |
| 本名町 | 4984-5000、6796-6895 | 鹿児島市立吉田小学校 | 鹿児島市立吉田北中学校 |
| 本名町 | 上記を除く全域       | 鹿児島市立本名小学校 | 鹿児島市立吉田南中学校 |

## 交通

### 道路
主要地方道
- 鹿児島県道16号鹿児島吉田線
- 鹿児島県道40号伊集院蒲生溝辺線